# 天再旦
相傳中國西周時期，周懿王元年「天再旦於鄭」。近代普遍認為「天再旦」實際上是指在日出前後發生的日食，多數學者並將其發生日期繫於西元前899年4月21日。相關記載成為西周年代学研究中釐定懿王元年對應西曆年份之重要基礎，是中國大陸「夏商周断代工程」中推定西周王年的七個支點之一。與此同時，這一說法亦受到部分學者質疑。

## 史籍記載
有關周懿王元年「天再旦於鄭」之記載僅見於古籍《竹書紀年》，主要有:55、253:48—50：
懿王元年，天再旦于鄭。——李昉等《太平御览》引《汲冢紀年書》、吳淑《事類賦》註引《汲冢紀年》
懿王元年，天再啟。——瞿曇悉達《開元占經》引《汲冢紀年書》
〔懿王〕元年丙寅春正月，王即位。天再旦于鄭。——今本《竹書紀年》
「天再旦」，即「天亮兩次」之罕見天文現象；「鄭」，地名，約位於今中國大陸陕西省渭南市华州区（原華縣）或宝鸡市凤翔区（原鳳翔縣），西周都城（約位於今陝西省西安市）附近:24。

## 後世考證

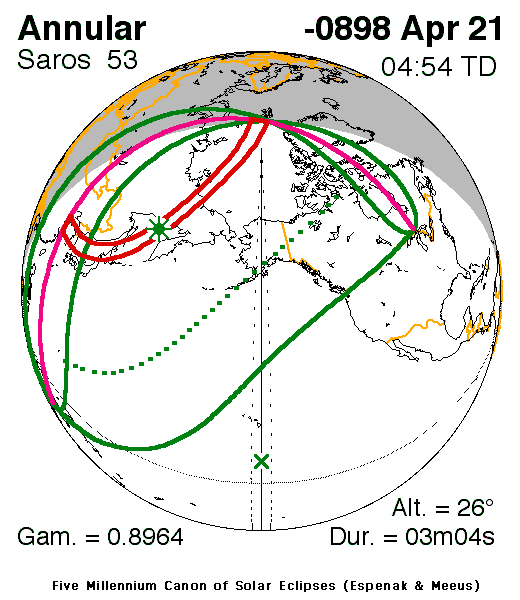
前899年4月21日日蝕路徑圖 (Note: 图中右上角标注的「-0898」是天文計年，相当于前899年。)

中國歷史上有確切紀年之始公認只能上溯至司馬遷《史记》中所載西周共和元年（前841年）:1。天象對於確定歷史年代有重要作用，而「天再旦」作為確定周懿王元年對應西曆年份之重要天文基點:42，是西周年代學研究的一條重要線索:48。此外，由於相關紀錄絕無僅有，基本沒有偽造動機，若能以現代科學作合理解釋，則正能夠「印證」其真實性:35。
1944年，中國學者刘朝阳首次指出，周懿王元年「天再旦於鄭」之記載實際上是一次日全食或日環蝕紀錄——日全蝕或日環蝕發生時，可以使天空瞬間「驟然黑暗」，如黑夜之再臨，而日蝕結束之後光明恢復，「悅如再旦」——並依據西奧多·馮·奧泊子《日月蝕典》推算其發生日期合西元前926年3月21日:94—106。1952年，董作賓認為「天再旦」為一日全蝕現象，指出其食甚應在日出以後，並依據《日月蝕典》推算是次日蝕發生於前966年5月12日:695、697、725；1975年，韓國學者方善柱進一步糾正董作賓的說法，指出其推算結果之日蝕實遠離中國而不能成立，並認為是次日蝕應為發生於前899年4月21日之日環蝕:15—16；1988年，美國學者彭瓞鈞等人以電腦對是次日蝕之天文條件進行理論分析及計算，指出在特定條件下，日蝕過程中天光的突然變化會導致「天再旦」之感覺，為實地觀測試驗提供了依據:87；美國學者理查·史蒂芬森則從天文計算及物理現象兩方面反對彭瓞鈞的說法，認為「天再旦」並非發生於前899年。除此之外，還有葛真參酌西周青銅器銘文推定是次日蝕發生於前925年或前899年:84、张培瑜等人經系統性計算日蝕推定有前925年、前899年、前919年或前903年等幾個可能:42:380，以及美國學者倪德卫、日本學者平势隆郎推定發生於前903年等說法，甚至有趙光賢等人否定「天再旦」為日蝕現象:50—51:35—40。
1996年，中國大陸年代学研究「夏商周断代工程」展開，其中為推定西周王年建立了七個支點，而「天再旦於鄭」即成為用以確定懿王元年對應西曆年份之材料:24—26。1997年3月9日亞洲地區發生日全蝕，其中在中國大陸新疆维吾尔自治区恰好發生於日出前後，成為實際觀測日蝕影響並驗證「天再旦」理論之良機。為此，刘次沅及周晓陆等學者在新疆北部組織了群體觀測，觀察到「日出前天日已明，此時日全蝕發生，天色轉黑；幾分鐘後，全食結束，天色再次放明」的現象，與理論計算結果相符:25:34—35；「夏商周斷代工程」還對前1000年至前840年間所有日蝕進行計算，確認是次日蝕為唯一可以在該時間段之內於鄭地造成「天再旦」現象的日蝕:24—25:1142—1145，並引用青銅器師虎簋之銘文作前899年為懿王元年之旁證:25—26。「夏商周斷代工程」遂以其為七個支點之一，推算出西周列王年表，「天再旦」發生時間之確認更成為「夏商周斷代工程」的「標誌性成果」:83。
2000年「夏商周斷代工程」報告《簡本》出版以後，仍然有對於「天再旦」現象與懿王元年關聯的質疑。而近年來，隨大量西周青銅器新材料出土，以往金文曆譜推算結果受到挑戰。2014年，朱凤瀚就以㽙簋之銘文為依據，認為應「衝破懿王元年為前899〔年〕之設置」，並將懿王元年定於前907年:11—14。對此，夏含夷則引用其與倪德衛提出的周王「雙元年」說，認為不一定需要推翻此一支點:143—148；张闻玉等人認為「雙元年」說不可取，將懿王元年定於前916年，並引用其前說，主張《竹書紀年》中有關懿王元年「天再旦於鄭」之記載將「十八」二字誤合為「元」，故其發生實在懿王十八年而非元年:122—124；王学军則從語意辨析出發，認為“天再旦于郑”的原始含义与日食无关，而是周懿王继周共王之后第二次在郑地宫殿交接王位的象征性说法。